# Diego Muñoz Camargo
Diego Muñoz Camargo (Tlaxcala, 1529 – Tlaxcala, 1599) è stato uno storico e scrittore messicano di etnia tlaxcalteca, autore di History of Tlaxcala, un codice illustrato che evidenzia la storia religiosa, culturale e militare del popolo tlaxcalano.

## Biografia
A volte confuso con suo padre, Diego Muñoz Camargo è nato nel Messico coloniale spagnolo da padre spagnolo e madre indiana. Ha agito come interprete ufficiale per la spagnola , [1] in particolare la francescani . Era anche un cronista di qualche nota, appartenente ad un gruppo di cronisti meticci con Fernando de Alva Ixtlilxochitl e Fernando Alvarado Tezozomoc . La sua storia di Tlaxcala , una versione di un'opera di varie forme, è una fonte importante per Tlaxcala, in Messico.
Muñoz Camargo era un uomo d'affari che entrò in redditizie imprese interculturali. Era in grado di farlo poiché sua madre e sua moglie appartenevano alla nobiltà tlaxcalana e perché suo padre era uno dei primi conquistatori spagnoli del Messico. Era molto attivo anche in altri reami. Oltre agli affari, fungeva da tutore per i popoli seminaristi Alvar Nuñez Cabeza de Vaca portati in Messico con lui, portò le popolazioni tlaxcalane a nord del paese Chichimec apparentemente per "civilizzarle" e si interessò vivamente alle cronache spagnole. composto che ha inserito in una cornice storica con manoscritti tlacuilo Tlaxcalan. Questo lo ha portato a diventare uno dei primi cronisti di lingua spagnola di Tlaxcala.